# Burg Zwingenberg

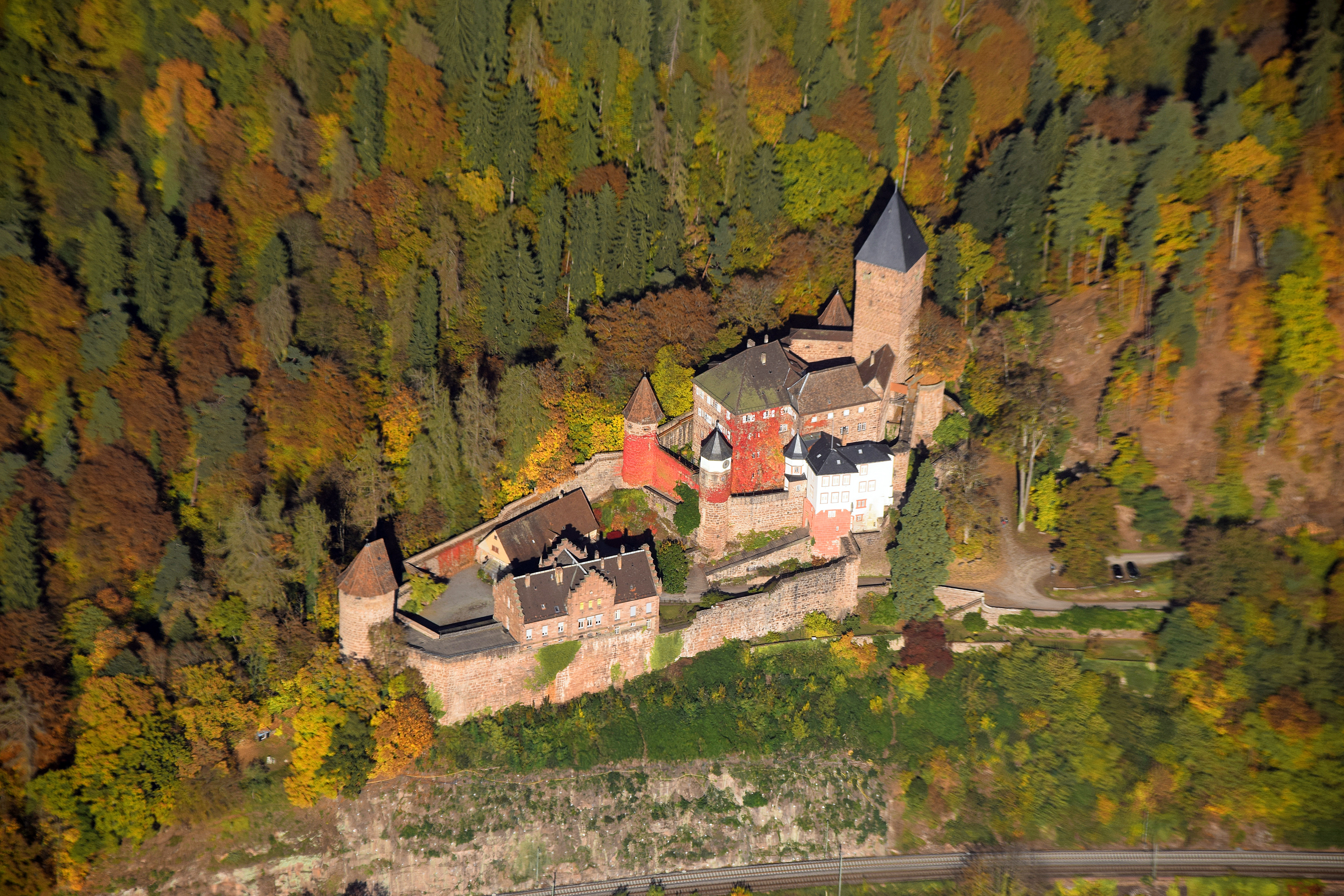
Luftbild der Burg Zwingenberg 2016

Die Burg Zwingenberg, auch Zwingenburg oder Schloss Zwingenberg genannt, steht in der baden-württembergischen Gemeinde Zwingenberg auf dem rechten Hang des Neckars in dessen Durchbruchstal durch den Odenwald.

## Lage
Die Spornburg wurde in Spornlage im Mündungsdreieck der steilen Wolfschlucht zum Neckartal errichtet und liegt etwa 50 Meter über dem Fluss.

## Geschichte
Die Burg wurde im 13. Jahrhundert vermutlich vom staufischen Ministerialen Wilhelm von Wimpfen erbaut, der der Familie der Herren von Kochendorf zugerechnet wird. Die erste urkundliche Erwähnung datiert aus dem Jahr 1326. Ein Neffe von Wilhelm von Wimpfen nannte sich von Zwingenberg. Da die Zwingenberger als Raubritter galten, wurden sie 1363 durch den Pfalzgrafen Ruprecht I. von der Burg vertrieben und diese im Namen und Auftrag des Kaisers geschleift. Die 1403 mit der Zwingenburg belehnten Herren von Hirschhorn bauten sie wieder auf. Nachdem diese Familie 1632 ausgestorben war, war die Burg Gegenstand eines umfangreichen Rechtsstreites und wechselte den Besitzer zwischen Kurmainz, Kurpfalz und dem Großherzogtum Baden. 

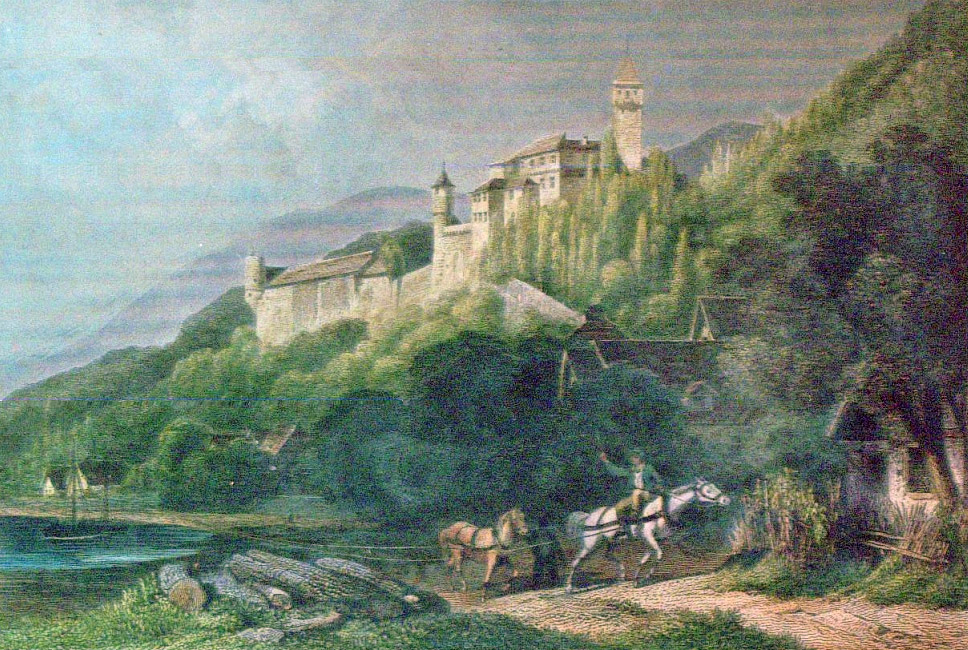
Zwingenberg um 1850

Am 11. November 1918 floh im Zuge der Novemberrevolution Friedrich II., der letzte Großherzog von Baden, als bewaffnete Männer in sein Schloss eindrangen, von Karlsruhe auf das Schloss Zwingenberg am Neckar. Dorthin folgten ihm der Vorsitzende der Volksregierung Anton Geiß und der ehemalige Staatsminister Heinrich von und zu Bodman. Sie konnten ihm eine Erklärung abringen, mit welcher der Großherzog auf die Ausübung der Regierungsgewalt bis zu einer Entscheidung durch eine Nationalversammlung vorläufig verzichtete.
Heutiger Schlossherr ist Ludwig Prinz von Baden (* 1937), ein Nachfahre des Großherzogs Karl Friedrich von Baden.
Oberhalb von Burg Zwingenberg befinden sich noch Reste der Burg Fürstenstein.

## Schlossfestspiele

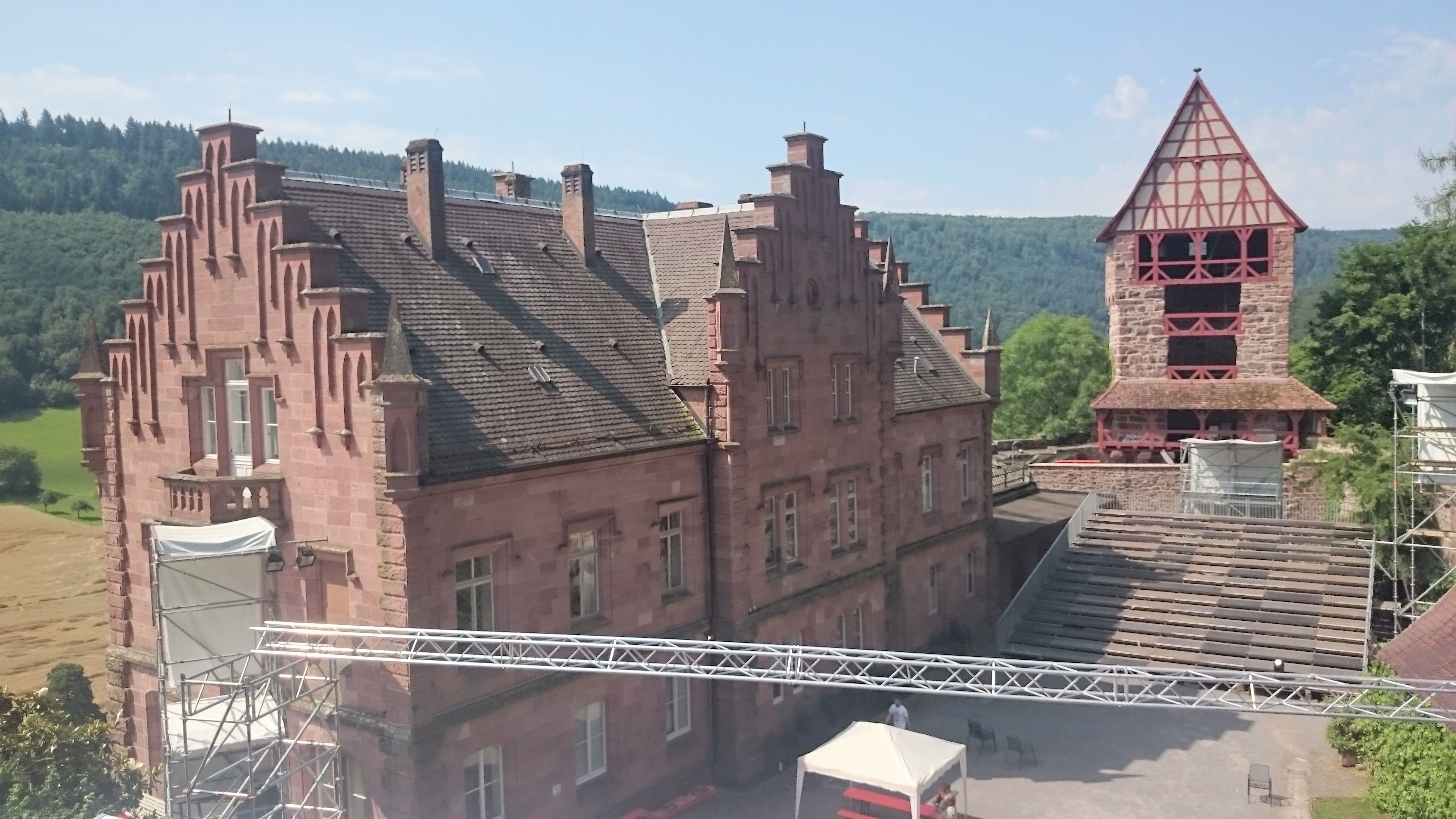
Die Schlossfestspiele finden im Innenhof statt

Auf Schloss Zwingenberg finden seit 1983 alljährlich im August die Schlossfestspiele unter freiem Himmel statt. Da die benachbarte Wolfschlucht Carl Maria von Weber als Vorlage für seine Oper Der Freischütz gedient haben soll, steht diese Oper im Mittelpunkt der Schlossfestspiele. Aber auch andere Opern und Operetten sowie Musicals kommen zur Aufführung. Aufführungsort ist der große Schlosshof, der sich durch eine gute Akustik auszeichnet und rund 800 Gästen Platz bietet. Die seit 2008 mit Karsten Huschke besetzte Intendanz der Schlossfestspiele übernahm ab der Saison 2014/2015 Rainer Roos.